# Napaeozapus insignis
Napaeozapus insignis — вид ссавців з надряду гризунів родини стрибакові (Dipodidae).

## Поширення
Країни поширення: Канада (Лабрадор, Манітоба, Нью-Брансвік, Нова Шотландія, Онтаріо, Острови принца Едуарда, Квебек), США (Коннектикут, Джорджія, Кентуккі, Мен, Меріленд, Массачусетс, Мічиган, Міннесота, Нью-Гемпшир, Нью-Джерсі, Нью-Йорк, Північна Кароліна, Огайо, Пенсильванія, Род-Айленд, Південна Кароліна, Теннессі, Вермонт, Вірджинія, Західна Вірджинія, Вісконсин). В основному знаходиться в прохолодних, вологих лісистих районах. Також відомо, що живе в прибережних районах, болотах.

## Життя
Веде сутінковий і нічний спосіб життя. Зимує з вересня / жовтня по квітень / травень. Скорочення довжини дня наприкінці літа сигналізує про додаткові відкладення жирових запасів, готуючи населення до зимової сплячки. Під час сплячки ніякого додаткового живлення не споживається, тому особини з недостатнім жировим запасом не виживають. Раціон залежить від сезону і розташування, але, як відомо, включає гриби, насіння, гусениць, личинок жуків і ягоди. Гнізда можуть бути побудовані в підземних норах, кущах або повалених деревах. Території окремих особин перекриваються і немає взагалі ніякої агресивності в поведінці. Зазвичай повільно рухається на землі. Іноді стрибає з використанням задніх ніг від 60 до 90 см в довжину і від 30 до 60 см (у виняткових випадках до 180 см) у висоту.
Розмножується у травні-серпні. Вагітність триває 21—25 днів. Приплід розміром 1—8 (зазвичай 5), буває 1—2 приплоди на рік (один раз на рік у Новій Шотландії). Діти народжуються сліпі й голі. Вони відкривають очі приблизно через 26 днів, лактація припиняється приблизно через тиждень. Статевозрілою молодь стає за 38 днів. Може в природі жити два або три (рідше чотири) роки.

## Морфологічні особливості
Загальна довжина: 212—265 мм, хвіст 133—168 мм, задні ступні 25—34 мм, вуха 12—21 мм. Вага 19—32,6 г, вага новонароджених близько 1 г. Зубна формула: 1/1, 0/0, 0/0, 3/3, загалом 16 зубів.
Боки яскраві жовтувато-оранжеві з кількома тонкими чорними смужками, спричиненими чорними кінчиками покривного волосся. Є широка темна смуга вздовж спини від носа до хвоста. Низ від щік до хвоста, включаючи лапи, білі. Тварина проводить багато часу на довгих задніх ступнях, маніпулюючи їжею передніми лапами. Хвіст рідко вкритий волоссям і довший ніж голова й тулуб. Він темний зверху й білий знизу.